# Staatengleichheit
Das Konzept der Staatengleichheit ist Teil des Völkerrechts. Die Staatengleichheit besagt, dass alle Staaten, gleich welcher Größe, Bevölkerungszahl, Wirtschaftskraft usw. rechtlich gleich sind. Ihren Niederschlag findet die Staatengleichheit in dem Grundsatz „one state one vote“ in der UN-Generalversammlung, wonach jedem Staat eine Stimme zusteht. Ferner fließt aus dem Grundsatz der Staatengleichheit der Grundsatz par in parem non habet imperium (Staatenimmunität). Folge der Staatengleichheit ist, dass jedem Staat dieselben Grundrechte zustehen. Das bedeutet insbesondere, dass zugunsten jedes Staates das völkerrechtliche Gewaltverbot und das Interventionsverbot gelten. Im diplomatischen Verkehr sind grundsätzlich alle Staaten gleich zu behandeln, wobei die Staatengleichheit hier durch das Reziprozitätsprinzip durchbrochen wird.
Die Staatengleichheit als rechtliches Konzept darf nicht mit der faktischen wirtschaftlichen und militärischen Ungleichheit der Staaten verwechselt oder in Zusammenhang gebracht werden. An diese faktischen Ungleichheiten schließen sich vielmehr eigene völkerrechtliche Probleme an, etwa die Frage nach dem Recht auf Entwicklung.